# Margaretta opuntioides
Margaretta opuntioides är en mossdjursart som först beskrevs av Peter Simon Pallas 1766.  Margaretta opuntioides ingår i släktet Margaretta och familjen Margarettidae. Inga underarter finns listade i Catalogue of Life.